# Grzegorz Brejta
Grzegorz Brejta (ur. 27 stycznia 1979 w Sanoku) – polski hokeista, trener hokejowy. 
Jego bracia Robert (ur. 1972) i Dariusz (ur. 1974) także zostali hokeistami.

## Kariera
- Stal Sanok (wychowanek)
- NKS Podhale Nowy Targ (1992-1994)
- SMS PZHL Nowy Targ / SMS Sosnowiec (1995-1998)
  -  Olimpia (1996-1997)
- STS Sanok / SKH Sanok / KH Sanok (1998-2003)
- Cracovia (2003/2004)
- ŁKH Łódź (2013-2015, 2017)

Wychowanek sekcji hokejowej Stali Sanok od 1983. Absolwent NLO SMS PZHL Sosnowiec z 1998. Był kadrowiczem reprezentacji Polski do lat 16, do lat 18, do lat 20. W rozgrywkach Ekstraligi i I ligi występował w barwach STS Sanok, SKH Sanok i KH Sanok. Od 2013 do 2015 grał w barwach ŁKH Łódź w rozgrywkach II ligi (trzeci poziom rozgrywek). W łódzkim klubie został trenerem drużyn żaków i juniorów młodszych, od sezonu II ligi 2015/2016 zespołu seniorskiego wraz z trenerem Tomaszem Matuszewskim. Podjął także występy w zawodach oldbojów w hokeju na lodzie. W sezonie II ligi 2016/2017 wznowił grę i w barwach ŁKH wziął udział turnieju finałowym tych rozgrywek, zajmując z drużyną drugie miejsce. W edycji 2018/2019 był trenerem ŁKH.
W trakcie kariery określany pseudonimem Grzela.

## Osiągnięcia
Klubowe
- Awans do ekstraligi: 2004 z Cracovią